# Rondo Hatton

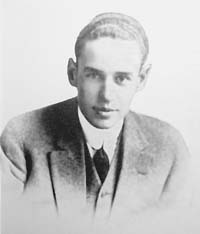
Rondo Hatton in seinem High-School-Jahrbuch (1913)

Rondo Hatton (* 22. April 1894 in Hagerstown, Maryland; † 2. Februar 1946 in Beverly Hills, Kalifornien) war ein US-amerikanischer Filmschauspieler und Journalist, der an Akromegalie litt und besonders für seine Rollen in einigen Horrorfilmen Mitte der 1940er Jahre bekannt ist.

## Kindheit und Jugend
Rondo Hatton war das älteste Kind des Lehrer-Ehepaares Emily Lee und Stewart Price Hatton. Die Familie wechselte mehrmals den Wohnort und zog schließlich 1912 nach Tampa in Florida um, wo Hatton daraufhin den größten Teil seines Lebens verbrachte. In seiner Jugend galt er als attraktiv, er wurde 1913 sogar einmal zum „bestaussehenden jungen Mann“ an seiner Highschool gewählt. Er studierte an mehreren Universitäten und begann anschließend als Lokal- und Sportjournalist zu arbeiten, unter anderem für die Tampa Tribune und die Tampa Times. Er war selbst ein aktiver Sportler, besonders als Footballspieler erfolgreich.

## Kriegseinsatz und Erkrankung an Akromegalie
Im Ersten Weltkrieg kämpfte er als Soldat an der Front, erst an der mexikanischen Grenze und dann in Frankreich. Dort wurde er wohl Opfer eines Senfgasangriffs, woraufhin er Monate im Lazarett verbrachte, bis er schließlich als Invalider aus der Armee entlassen wurde. Nach dem Krieg arbeitete er wieder als Journalist sowie als Football-Trainer, auch begann er mit Immobilien zu handeln. Ab den 1920er-Jahren entwickelten sich bei ihm immer stärker zunehmende Symptome von Akromegalie. Ob seine Erkrankung direkte Folge des Giftgases war, dem er ausgesetzt war (wie sein Filmstudio später postulierte), oder andere Ursachen hatte, ist bis heute nicht restlos geklärt. Seine Hände und Füße vergrößerten sich, die Gesichtszüge – Nase, Mund, Kinn, Stirnpartie – verformten sich beinahe bis zur Unkenntlichkeit. Darüber hinaus litt er infolgedessen sein Leben lang an heftigen Kopfschmerzen, Arthritis und einer Reihe anderer Komplikationen. Da es damals noch kaum effektive Heilungsmöglichkeit für die Krankheit gab, unterzog Hatton sich einer Reihe schmerzhafter und komplizierter chirurgischer Eingriffe, um zumindest die äußerlichen Symptome in den Griff zu bekommen, jedoch mit mäßigem Erfolg, seitdem hatte er Narben im Gesicht und Metallplatten in den Wangen.

## Einstieg ins Filmgeschäft
1926 heiratete er Elizabeth Immel James. Einen ersten kurzen Filmauftritt hatte Rondo Hatton 1927 in einer Stummfilmversion von Onkel Toms Hütte, die in Tampa gedreht wurde. Hier verkörperte er als Statist einen von vielen Sklaven, die allesamt von Weißen in Blackface dargestellt wurden. Als Regisseur Henry King 1929 in Tampa Szenen zu seinem Film Hell Harbor drehte, kam Hatton ans Set, um als Reporter von den Dreharbeiten zu berichten. Dem Regisseur fiel das ungewöhnliche Erscheinungsbild des Journalisten auf, und er besetzte ihn an Ort und Stelle in einer kleinen Rolle als Nachtklubbesitzer. King war es auch, der Hatton überzeugte, es als Schauspieler in Hollywood zu versuchen.
Hatton sah hier eine willkommene Möglichkeit, zusätzlich zu seinem Beruf als Journalist (den er weiterhin ausübte) Geld zu verdienen, nachdem er mit seiner Immobilienfirma beim Börsenkrach 1929 pleitegegangen war. 1930 ließ sich Elizabeth von ihm scheiden; 1934 verheiratete Hatton sich ein zweites Mal, mit Mabel Housh. 1936 übersiedelte er schließlich gemeinsam mit seiner Frau nach Los Angeles, mit der Absicht, im Filmgeschäft Fuß zu fassen.
Henry King besetzte Hatton noch in vier weiteren Filmen – darunter 1938 in Chicago, wo er seine erste Sprechrolle und zugleich seine erste im Abspann erwähnte Rolle spielen durfte.
In den folgenden Jahren verkörperte Hatton eine Reihe kleiner und kleinster Rollen, meist ohne Text, in Filmen der unterschiedlichsten Genres. Darunter auch in zwei Klassikern: in Der Glöckner von Notre Dame (1939, Regie: William Dieterle) verliert er die Wahl zum „hässlichsten Mann“ auf dem Narrenfest gegen Charles Laughtons Quasimodo, und im Oscar-nominierten Noir-Western Ritt zum Ox-Bow (1943, Regie: William A. Wellman) ist er Teil eines Lynchmobs und hilft dabei, Anthony Quinn aufzuhängen.
Bemerkenswert auch seine kurze Szene in Johnny Doesn’t Live Here Anymore (1944), dem letzten Film von Joe May, die schon seinen Status als zukünftiger Horrorstar ironisch zu konterkarieren scheint: Hatton spielt hier einen unheimlich wirkenden Leichenbestatter, von dem die Heldin sich verfolgt fühlt, weshalb sie in Panik vor ihm flieht– bis sich herausstellt, dass er ihr nur ihre Geldbörse, die sie liegengelassen hatte, zurückbringen möchte.
Dass es mit Hattons angepeilter Filmkarriere zunächst nur so schleppend voranging, lag nicht nur an seiner mangelnden schauspielerischen Erfahrung (und, späteren Berichten zufolge, wohl auch Begabung), sondern vor allem auch an seinem ungewöhnlichen Äußeren, so dass es lange Zeit schwerfiel, passende Rollen für ihn zu finden.

## Der „Creeper“ – Monster ohne Maske
Das änderte sich schlagartig 1944 mit einer exakt auf sein Erscheinungsbild zugeschnittenen Rolle, die endlich den Durchbruch für ihn bedeutete. In Die Perle der Borgia (Regie: Roy William Neill), dem neunten Film der Sherlock-Holmes-Serie mit Basil Rathbone und Nigel Bruce, die seit dem dritten Teil von Universal produziert wurde, trat er als der „Hoxton Creeper“ in Erscheinung – ein unheimlicher Killer, dessen Spezialität es ist, seinen Opfern das Rückgrat zu brechen. Die Figur ist stumm, und eigentlich ist die Rolle nicht sehr groß (gerade einmal 5 Minuten auf der Leinwand), wird aber äußerst effektiv eingeführt: lange Zeit bekommt man vom „Creeper“ nicht mehr zu sehen als einen Schatten, seinen Rücken oder Closeups auf seine riesigen Hände, erst in den allerletzten Szenen des Films wird den Zuschauern erstmals auch sein Gesicht enthüllt.
Die Figur kam beim Publikum so gut an, dass das Studio Hatton, als einem von 59 Schauspielerinnen und Schauspielern, einen Dauervertrag gab. Um möglichst schnell Profit aus der überraschenden Popularität des Darstellers schlagen zu können, wurden zunächst kurzfristig zusätzliche Rollen für Hatton in bereits in Vorbereitung befindliche Filmprojekte hineingeschrieben. So wurde er in Jungle Captive (Regie: Harold Young), dem dritten und letzten Teil von Universals Horrorfilmserie über die „Affenfrau“ (hier: Vicky Lane), zu „Moloch the Brute“, dem Assistenten eines von Otto Kruger gespielten Mad Scientist. Es folgte ein dreizehnteiliges Western-Serial, The Royal Mounted Rides Again – hier hatte Hatton als „Bull Andrews“ sogar eine durchgehende Rolle, allerdings kaum mehr zu tun, als in jeder Folge fast reglos vor dem Büro des Schurken an derselben Stelle zu sitzen und hin und wieder seine Waffe zu ziehen, um sich dann in der letzten Episode erschießen zu lassen.
Danach begannen die Dreharbeiten zu einem erstmals ganz auf Hatton ausgerichteten Streifen. House of Horrors (Regie: Jean Yarbrough) war der erste Film einer geplanten Serie, in der Rondo Hatton, in der Rolle des aus Die Perle der Borgia entliehenen „Creeper“, als Universals neuestes Filmmonster etabliert werden sollte. Marcel, ein von der Kunstkritik verschmähter Bildhauer (gespielt von Martin Kosleck), rettet darin einen scheinbar leblos im Fluss treibenden, unheimlich aussehenden und zudem geistig gestörten Menschen aus dem Wasser und nimmt ihn bei sich im Atelier auf. In Folge dient der „Creeper“ dem Bildhauer nicht nur als willkommenes Modell (für die Büste eines Neandertalers), sondern Marcel nutzt dessen mörderische Instinkte zugleich für seine eigenen sinistren Zwecke aus: bald werden Marcels Kritikerfeinde einer nach dem andern tot, mit gebrochenem Rückgrat, aufgefunden. Die Mordmethode ist dieselbe wie diejenige des „Hoxton Creeper“ im Sherlock-Holmes-Film, ansonsten haben die Figuren allerdings wenig miteinander zu tun. Inhaltlich ist der Film eher eine Wiederauflage von Universals fünf Jahre zuvor entstandenem Frankensteins Sohn: dort war es Ygor (Bela Lugosi), der das Frankenstein-Monster (Boris Karloff) als ausführendes Werkzeug für seinen eigenen Rachefeldzug missbrauchte.
Hattons nächster Film war The Spider Woman Strikes Back (Regie: Arthur Lubin) und brachte zwei beliebte Sherlock-Holmes-Bösewichte gemeinsam auf die Leinwand: Gale Sondergaard, die in Die Spinnenfrau die Gegnerin von Holmes gespielt hatte, als Züchterin einer Art von Vampirblumen, und Rondo Hatton, diesmal unter dem Rollennamen „Mario, the Monster Man“, als ihr stummer Handlanger. Universal bewarb Rondo Hattons Auftritt in diesem Film mit dem Werbeslogan „The Monster without Make-up“. Trotz des Titels und der gleichen Hauptdarstellerin ist The Spider Woman Strikes Back keine Fortsetzung von Die Spinnenfrau, sondern war als erster Film einer neuen Gruselserie mit Sondergaards Figur geplant, zu der es dann aber mangels Erfolges doch nicht kam.
Für Hatton folgte danach der zweite Creeper-Film: The Brute Man (Regie: wieder Jean Yarbrough). Dieses Mal darf der Creeper neben seiner Mordlust auch sanftere Züge zeigen – er kümmert sich liebevoll um eine junge, blinde Pianistin (Jane Adams), die als einzige vor seiner schockierenden Erscheinung nicht zurückschreckt. Außerdem bekommt Hattons Figur diesmal nicht nur einen Namen – „Hal Moffat“ –, sondern auch eine Vorgeschichte, die in Rückblenden erzählt wird: früher war er einmal ein äußerst gutaussehender Student und erfolgreicher Footballspieler, bevor er durch einen Chemieunfall in ein Monster verwandelt wurde. Eine Backstory, die (wohl nicht unbeabsichtigt) frappant an Hattons eigene Lebensgeschichte erinnert.
Wie er selbst die offensichtliche Ausschlachtung seines entstellten Äußeren und die Art der Rollen, die man ihn spielen ließ (bei denen sein als monströs empfundenes Aussehen fast immer wie selbstverständlich auch mit mentaler Beeinträchtigung bis hin zur Geisteskrankheit kombiniert wurde, was auf Hatton selbst keinesfalls zutraf), empfunden hat, ist nicht bekannt. Klar ist aber, dass er sich freiwillig für eine Laufbahn als Filmschauspieler entschieden hat und wohl auch stolz auf seinen Erfolg und seinen offensichtlich kurz bevorstehenden Durchbruch als Filmstar war. In einem Brief, den er noch am Tag vor seinem Tod an einen Freund in Tampa schickte, schrieb er davon, dass das lange Warten und Vorbereiten nun endlich Früchte getragen habe.

## Tod und Nachwirkung
Die Kinopremieren seiner letzten drei Filme erlebte Hatton allerdings nicht mehr. Nach einer Reihe kleinerer, durch seine Krankheit ausgelöster Herzanfälle, wodurch er mehrere Monate zuhause ans Bett gefesselt war, starb er am 2. Februar 1946, mit 51 Jahren, an den Folgen eines neuerlichen Herzinfarkts.
Nach Hattons Tod verlor Universal rapide das Interesse an seinem neuen Horrorstar und dessen Figur des „Creepers“. Hattons letzter Film, The Brute Man, wurde von Universal, zu einem Preis, der gerade einmal die Herstellungskosten deckte, an die kleine Produktionsfirma PRC verkauft, die ihn unter ihrem eigenen Namen vermarktete. Der Film passte dort gut ins Konzept, denn PRC hatte bereits zwei Jahre zuvor, kurz nach der Veröffentlichung von Hattons Die Perle der Borgia und wohl von dessen Erfolg inspiriert, einen eigenen Film über Akromegalie gedreht: The Monster Maker (Regie: Sam Newfield). Darin wird ein Pianist (gespielt von Ralph Morgan) von einem Mad Scientist (J. Carroll Naish) mit Akromegalie infiziert und in ein „Monster“ verwandelt. Die körperliche Verwandlung der Figur geht hier, so auch wie in allen Filmen mit Rondo Hatton üblich, mit einer gleichzeitigen geistigen Retardierung einher – was in der Realität jedoch keinesfalls ein Symptom von Akromegalie darstellt. In The Monster Maker findet sich zuletzt ein Heilmittel gegen Akromegalie – ein Happy End, das Rondo Hatton zu seinen Lebzeiten verwehrt geblieben ist.
In den folgenden Jahrzehnten entwickelte sich Rondo Hatton allmählich zu einer Art Kultstar. Verweise auf ihn finden sich immer wieder besonders in popkulturellem Kontext. So ist etwa die Figur des Killers Lothar (gespielt von Tiny Ron) im Disney-Film Rocketeer (1991) in Maske und Auftreten eindeutig Rondo Hatton nachempfunden. Dasselbe gilt für die Figur des „Gantok“ in der Episode Hochzeits-Song (The Wedding of River Song, 2011) der TV-Serie Dr. Who – dargestellt von Mark Gatiss unter dem Pseudonym „Rondo Haxton“. In Stephen Kings Roman Der Turm (2004) wird von einem Nebencharakter namens Thomas Carlyle gesagt, er sähe aus „wie Rondo Hatton, ein Filmschauspieler aus den Dreißigern, der an Akromegalie litt und Monster und Psychopathen zu spielen bekam“ („Rondo Hatton, a film actor from the thirties who suffered from acromegaly and got work playing monsters and psychopaths“). Der Dokumentarfilm Rondo and Bob (2020, Regie: Joe O. Connell) beschäftigt sich mit der Faszination des Filmemachers Robert A. Burns (1944–2004, Art Director u. a. bei Blutgericht in Texas, Das Tier und Re-Animator) von Rondo Hatton.

### Rondo-Awards
Seit 2002 wird der nach Hatton benannte unabhängige Filmpreis The Rondo Hatton Classic Horror Awards verliehen. Die Trophäe ist eine Büste von Rondo Hatton, gestaltet nach dem Porträt, das der Bildhauer im Film House of Horrors vom „Creeper“ angefertigt hat. Zu den Preisträgern zählen etwa Ray Harryhausen, Roger Corman, Rick Baker und Paul Naschy.

## Filmografie (Auswahl)
- 1927: Onkel Tom’s Hütte (Uncle Tom’s Cabin)
- 1930: Hell Harbor
- 1931: Safe in Hell
- 1938: Chicago (In Old Chicago)
- 1938: Alexander’s Ragtime Band
- 1939: Kettensträfling in Australien (Captain Fury)
- 1939: Der Glöckner von Notre Dame (The Hunchback of Notre Dame)
- 1940: Chad Hanna
- 1942: Sechs Schicksale (Tales of Manhattan)
- 1942: Der Besessene von Tahiti (The Moon and Sixpence)
- 1942: Der Seeräuber (The Black Swan)
- 1943: Ritt zum Ox-Bow (The Ox-Bow Incident)
- 1944: Johnny Doesn’t Live Here Anymore
- 1944: Die Perle der Borgia (The Pearl of Death)
- 1944: Das Korsarenschiff (The Princess and the Pirate)
- 1944: Jungle Captive
- 1945: The Royal Mounted Rides Again (13-teiliges Serial)
- 1946: House of Horrors
- 1946: The Spider Woman Strikes Back
- 1946: The Brute Man

## Dokumentation
- 2020: Rondo & Bob (Two Faces of Horror), Regie: Joe O'Connell